# 904.
◄ | 9. stoljeće | 10. stoljeće | 11. stoljeće | ►
◄ | 870-ih | 880-ih | 890-ih | 900-ih | 910-ih | 920-ih | 930-ih | ►
◄◄ | ◄ | 901. | 902. | 903. | 904. | 905. | 906. | 907. | ► | ►►
Astronomija • Književnost • Kršćanstvo • Pravo • Promet

## Vanjske poveznice
|  | Zajednički poslužitelj ima još gradiva o temi 904. |